# سنوسرت الرابع
سنوسرت الرابع سنفريبر (بالإنجليزية: Senusret IV)‏ كان أحد ملوك طيبة المصريين القدامى خلال الفترة الانتقالية الثانية المتأخرة والتي تم إثباتها فقط من خلال المكتشفات في صعيد مصر. الترتيب الزمني لسنوسرت الرابع غير واضح وحتى السلالة التي ينتمي إليها هي موضع نقاش.

## الترتيب الزمني
وفقًا للعالم الألماني ليورجن فون بيكيراث ، ينتمي سنوسرت الرابع إلى أواخر الأسرة المصرية الثالثة عشر،  بينما صنفه العالم كيم ريهولت كملك من الأسرة المصرية السادسة عشر مع وضع غير مؤكد في السلالة. بينما اقترح العاليم نوربرت داوتزنبرج أن سنوسرت الرابع ينتمي إلى الأسرة المصرية السابعة عشر . أسس داوتزنبرج هذه الفرضية بناءاً على قراءته للمدخل 11.4 من بردية تورينو والتي تشير إلى سنوسرت الرابع. كما ذكر أن الكتابات التي عُثر عليها على بوابة معبد مونتو والتي تذكر الملك «سنوسرت» تعود إلى سنوسرت الرابع ، لأن الفرعون المصري سوبكيمساف الأول الذي عاش في أوائل عصر الأسرة المصرية السابعة عشر هو ما قام بتزيين هذه البوابة. رُفضت كلا الحجتين من قبل العالم ريهولت الذي ذكر أولاً أن مدخل بردية تورينو 11.4 لا يتوافق مع سلالة سنوسرت الرابع ، وثانيًا أن بوابة معبد مونتو بناها سنوسرت الثالث ، لذا من المرجح أن تشير الكتابات على الجدران إلى هذا الملك بدلاً من سنوسرت الرابع. في الترتيب الزمني الجديد  ، لم يُحسم الجدل فيما يتعلق بسلالة سنوسرت الرابع ، حيث صُنِّفت ببساطة على أنها واقعة بين أواخر القرن الثالث عشر إلى أوائل القرن السابع عشر.